# Forschungsstation Randecker Maar

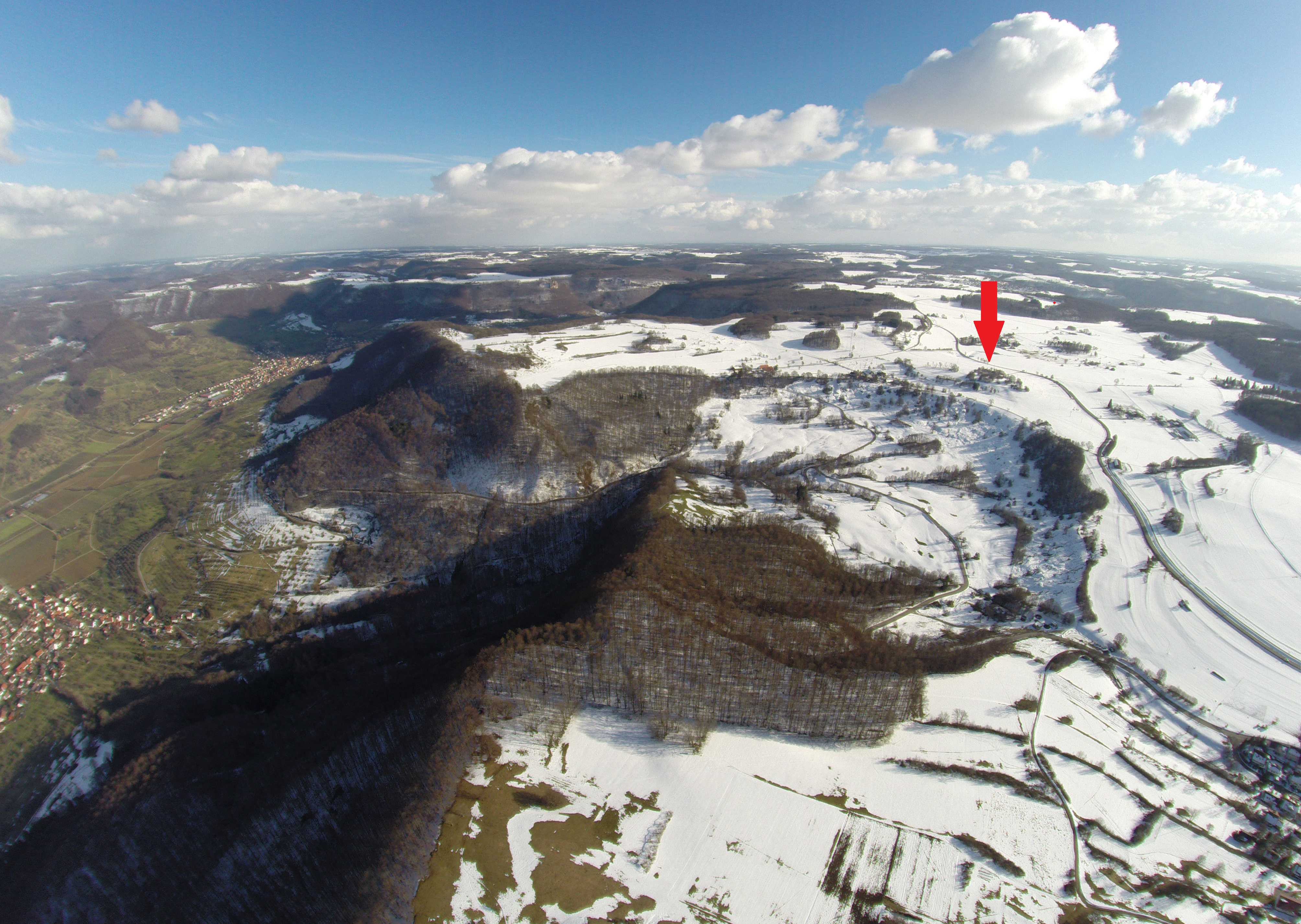
Der an seiner Nordseiten durch rückschreitende Erosion angeschnittene Krater der Randecker Maar-Vulkans mit Lokalisierung der Forschungsstation Randecker Maar (Pfeil), Schwäbische Alb. Hier verdichtet sich im Herbst der Zug von Vögeln und Insekten nach Süden.

Die Forschungsstation Randecker Maar ist eine wissenschaftliche Station zur Langzeitbeobachtung des Vogelzuges; sie dient auch der Untersuchung von Insektenwanderung und Waldökologie. Sie liegt am Randecker Maar, einem ehemaligen Vulkanschlot des Schwäbischen Vulkans auf der Gemarkung Ochsenwang auf der Schwäbischen Alb. Sie wird vom gleichnamigen Verein ehrenamtlich betrieben. Vorsitzender ist seit 1970 Wulf Gatter.
Das Langzeitmonitoring am Randecker Maar zählt heute mit zu den zeitlich längsten und konsequentesten ornithologischen Monitorprogrammen in Europa. Über das Monitoring hinausgehende Fragestellungen wurden im Rahmen von Sonderprogrammen, z. B. zum Umkehrzug, zu Geschwindigkeitsmessungen und zur Mischgeselligkeit von Vögeln und zu anderen Fragen bearbeitet.

## Geschichte

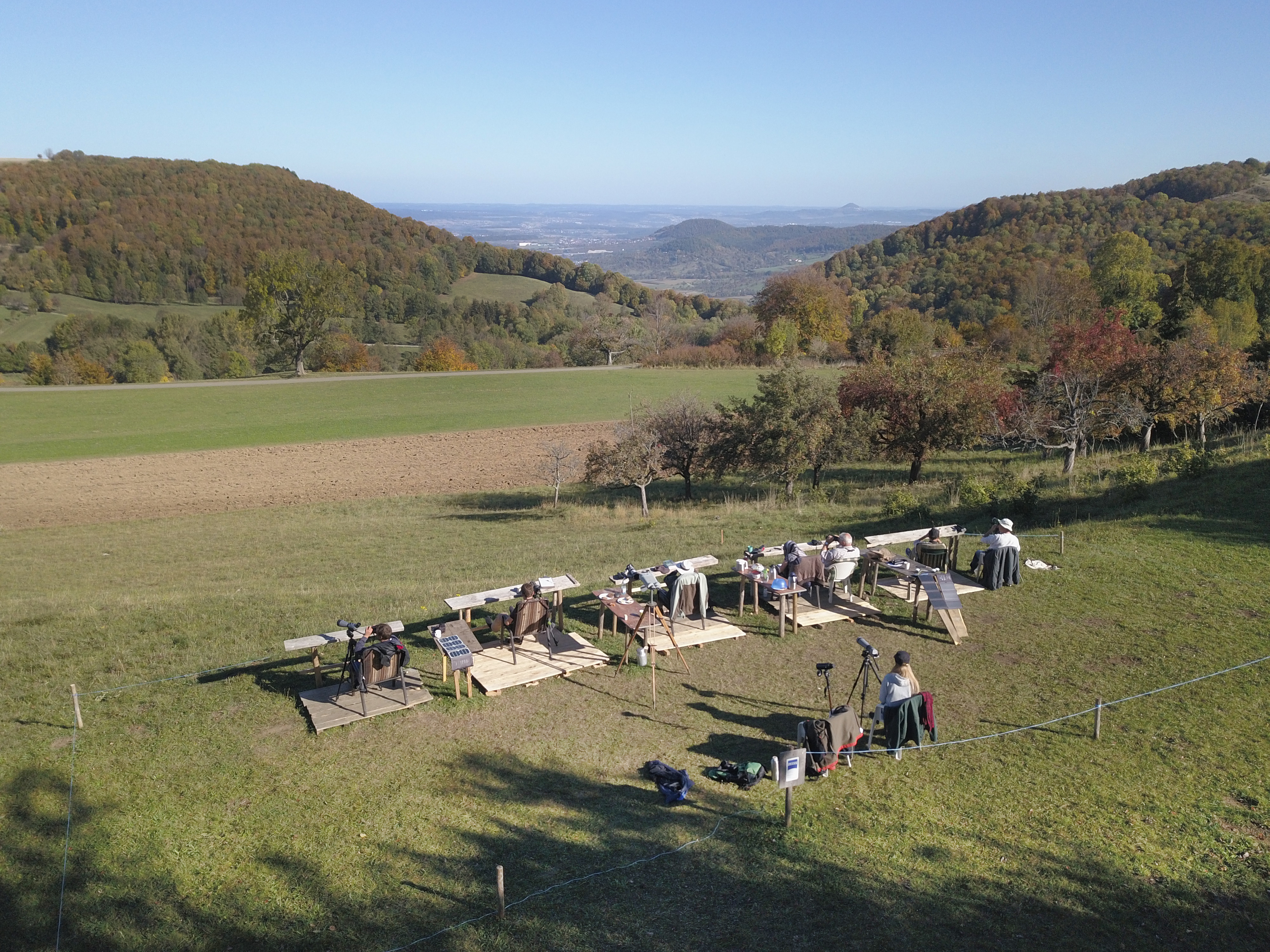
Vogelbeobachter an der Forschungsstation Randecker Maar.

Von 1961 bis 1966 beobachtete eine Gruppe von Ornithologen um Wulf Gatter an verschiedenen Pässen und Bergen der Schwäbischen Alb südlich von Kirchheim ziehende Vögel und entdeckte 1966 die Bedeutung des Randecker Maars für den Kleinvogelzug. Die Vorteile gegenüber den anderen Beobachtungsorten wurden rasch auch in anderer Hinsicht deutlich: von 1966 bis 1968, vor allem aber 1969 konnten große zusammenhängende Zeiträume des Wegzugs erfasst werden, die quantitative Aussagen zum Zug einer Reihe von Arten ermöglichten. Aus diesen Erkenntnissen erfolgte die Planung der Zugbeobachtungen: Seit 1970 werden volle Wegzugsperioden erfasst.
Die Station existiert seit 1970. In diesem Jahr wurden zum ersten Mal Zugvögel planmäßig erfasst. Ab dem Jahr 1988 wurde von Mitte August bis Anfang November beobachtet, da genaue Untersuchungen der bisher ausgewerteten Daten nahelegten, dass sich in diesem Zeitraum etwa 90 % des Vogelzugs abspielen.

## Arbeit

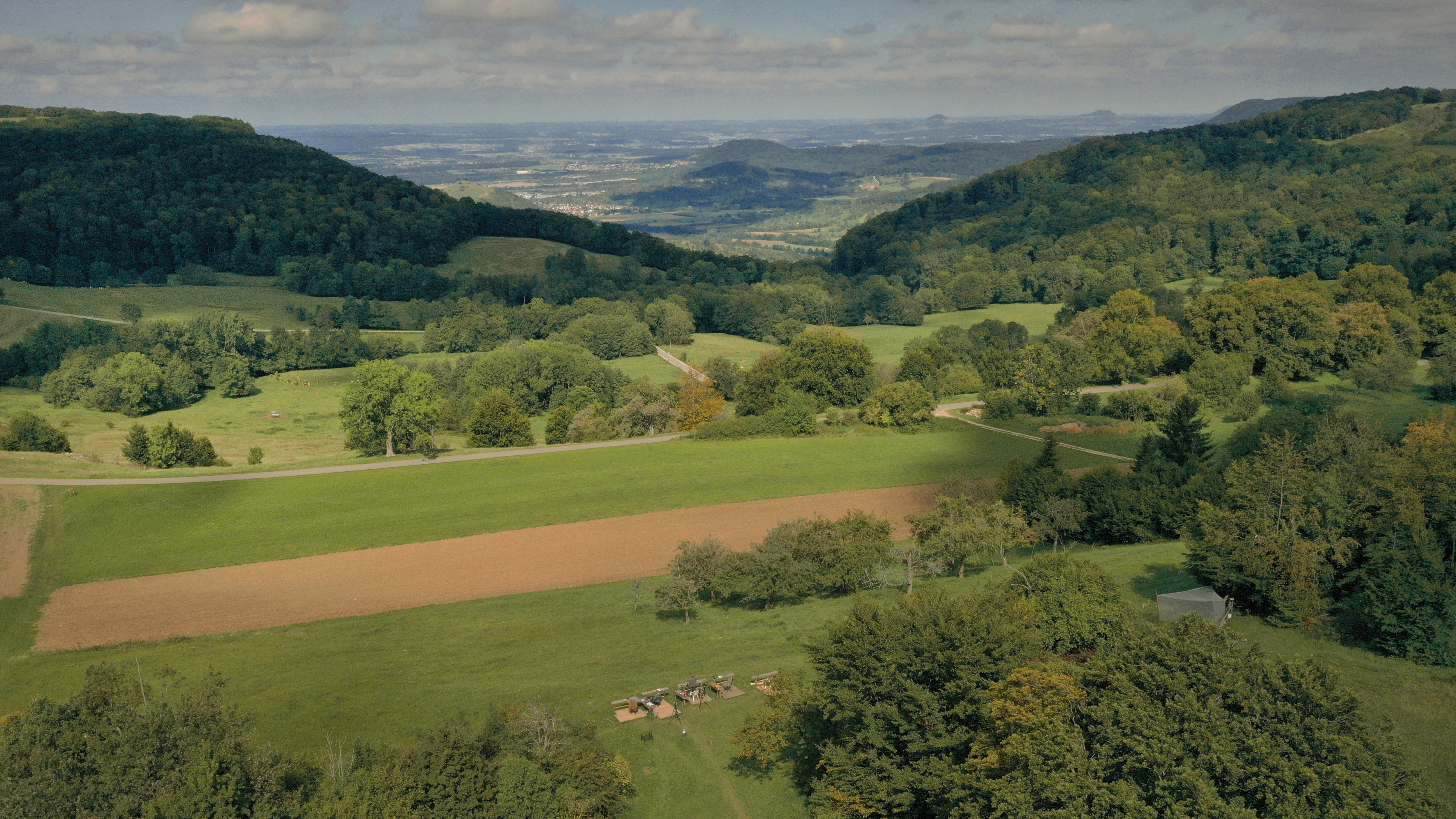
Vogelbeobachter an der Forschungsstation Randecker Maar erfassen den Vogel- und Insektenzug, der die Schwäbische Alb im Herbst nach Süden überquert. Rechts unten ist eine Reuse zum Insektenfang sichtbar.

Die Station wird ausschließlich nebenberuflich geleitet, viele der Beobachter arbeiten in ihrer Freizeit im Monitoring.
Ziel der Beobachtungen am Randecker Maar war es zunächst, Einblicke in die jahreszeitlichen Abläufe des kaum erforschten sichtbaren Vogelzuges über dem südwestdeutschen Binnenland zu gewinnen. Aus den gesammelten Ergebnissen ergaben sich schnell zahlreiche Fragen, z. B. zur Zughöhe, zur Wetterabhängigkeit und zum Sozialverhalten der ziehenden Vögel. Sie regten die Fortsetzung des Projektes an, sodass schließlich ein Langzeitprogramm daraus entstand.

### Zugvogelmonitoring
Am Randecker Maar arbeitet ein kleines Team von Ornithologen und Entomologen von Ende August bis Anfang November von Tagesanbruch bis zum späten Nachmittag, um die nach Süden wandernden Vögel und Insekten zu erfassen.

### Insektenwanderung

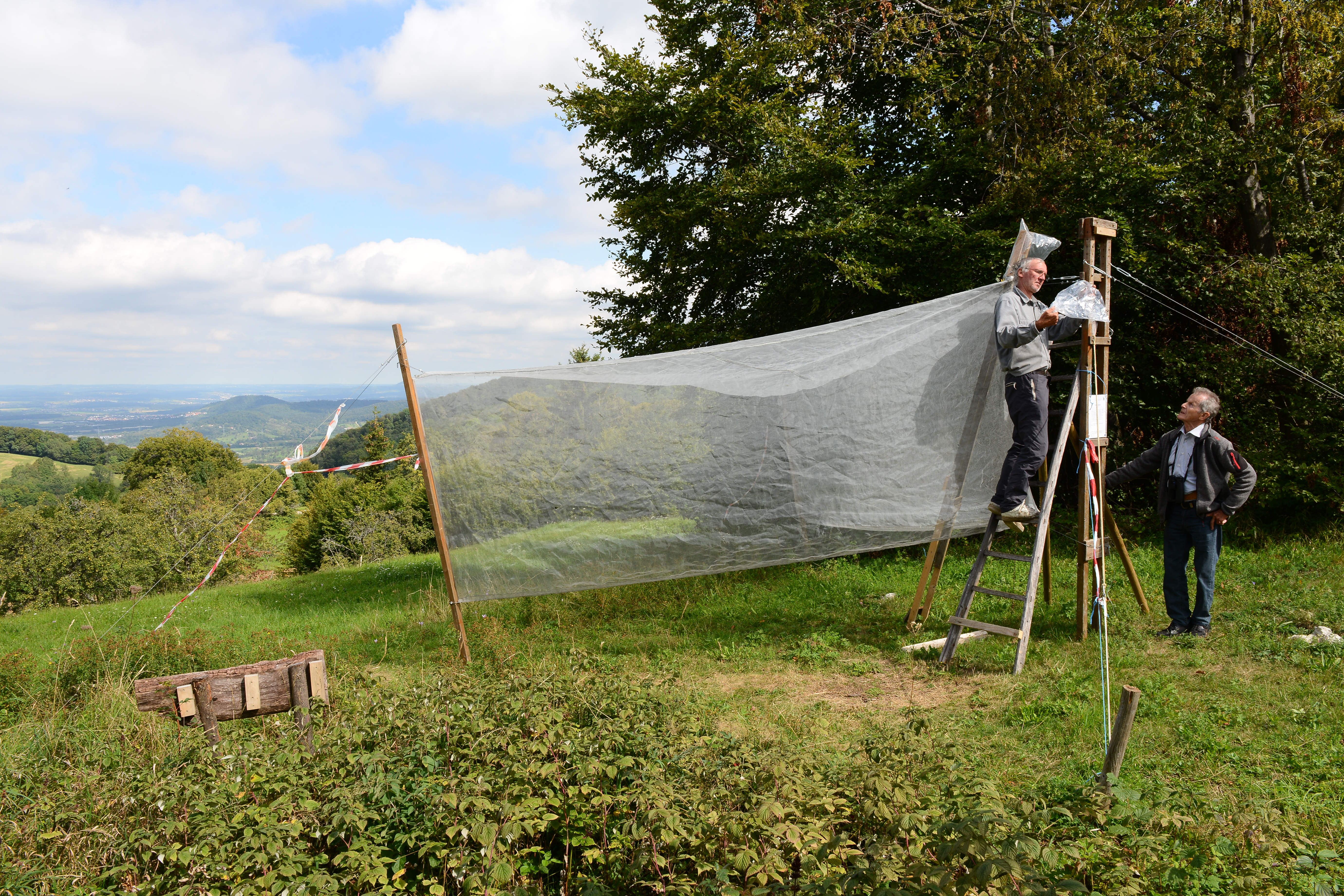
Reuse zum Fang von Insekten auf ihrer Wanderung nach Süden an der Forschungsstation Randecker Maar, 2019.

Am Randecker Maar wurde der Versuch unternommen, gleichzeitig mit dem Vogelzug auch wandernde Insekten unter standardisierten Bedingungen zu erfassen. Die Berücksichtigung beider Tiergruppen brachte verschiedene Vorteile: Der Höhepunkt des Vogelzugs fällt auf den frühen Vormittag und gelegentlich den Abend. Der Höhepunkt des Insektenzugs dagegen findet in den warmen Tagesstunden statt.

## Verein
Die Forschungsstation Randecker Maar e.V. ist eine wissenschaftliche Einrichtung auf privater Basis, die sich aus Spenden finanziert. Der Verein gibt eine Reihe von Büchern heraus, in denen die Ergebnisse aus den gewonnenen Daten veröffentlicht wurden.